# لیمیای کوبایی
لیمیای کوبایی ( Limia vittata )، که به نام‌های لیمیای نواری ، مولی کوبایی، تاپ‌مینوی کوبایی یا تابای نیز شناخته می‌شود، گونه‌ای از ماهی‌های آب شیرین زنده‌زا از خانواده رنگین ماهیان است. این گونه بومی کشور کوبا است که به هاوایی نیز معرفی شده است.

## مراجع
1. ↑  Eschmeyer, William N.; Fricke, Ron & van der Laan, Richard (eds.). "Poecilia vittata". Catalog of Fishes. California Academy of Sciences. Retrieved 5 November 2019.
2. ↑  Froese, Rainer, and Daniel Pauly, eds. (2019). "Limia vittata" in FishBase. August 2019 version.